# Gloydius tsushimaensis
Gloydius tsushimaensis är en ormart som beskrevs av Isogawa, Moriya och Mitsui 1994. Gloydius tsushimaensis ingår i släktet Gloydius och familjen huggormar. Inga underarter finns listade i Catalogue of Life.
Arten förekommer endemisk på ögruppen Tsushima som tillhör Japan. Honor lägger inga ägg utan föder levande ungar.